# Otoniel Pérez
Otoniel Pérez Semprit (ur. 3 lutego 1982) – portorykański zapaśnik walczący w stylu klasycznym. Zajął ósme miejsce na igrzyskach panamerykańskich w 2011. Piąty na mistrzostwach panamerykańskich w 2007, 2010 i 2011. Zdobył brązowy medal na igrzyskach Ameryki Środkowej i Karaibów w 2010 roku.